# Élections fédérales suisses de 1943
Les élections fédérales suisses de 1943 se sont déroulées le 31 octobre 1943. Elles ont désigné la 32e législature depuis 1848. Le nombre de sièges passa de 187 à 194 au Conseil national. Le nombre de 44 sièges au Conseil des États resta inchangé. Les députés furent élus pour une durée de 4 ans.
L'augmentation du nombre des sièges portés à 194 profite au Parti socialiste, qui obtient 56 sièges (+11) et qui devient ainsi la plus grande formation politique du Parlement. Les Radicaux décrochent 47 sièges (-2), les Conservateurs-catholiques 43 sièges (inchangé) et le Parti des paysans, artisans et bourgeois 22 (inchangé). Le Parti chrétien-protestant retrouve son siège qu'il ne perdra plus jusqu'en 2007. Parallèlement, le mouvement paysan prend force mais le nouvel élu, Kurt Leupin, sous l'étiquette du Parti paysan, siégea avec le Parti démocratique. L'Union des Paysans de Suisse centrale fit élire Josef Schuler, mais cet élu siégea hors d'un groupe politique. De plus, le Parti communiste fut interdit et disparut de la scène politique nationale. 
Au Conseil des États, sur 44 sièges, le PSS gagna 2 sièges (5), le Parti conservateur populaire en gagna un (19) et les Radicaux continuèrent de perdre des mandats, en l'occurrence encore 2 sièges (12). Le Parti des paysans, artisans et bourgeois resta stable avec 4 mandats et le Parti démocratique retrouva ses 2 sièges.

## Législature 1943-1947
|  | Partis                                    | Sigles | Tendances politiques    | Sièges au CN | Sièges au CE |
|  | ----------------------------------------- | ------ | ----------------------- | ------------ | ------------ |
|  | Parti socialiste                          | PSS    | socialiste              | 56           | 5            |
|  | Parti radical-démocratique                | PRD    | radical                 | 47           | 12           |
|  | Parti conservateur populaire              | PCP    | conservateur            | 43           | 19           |
|  | Parti des paysans, artisans et bourgeois  | PAB    | agrarien                | 22           | 4            |
|  | Parti libéral démocratique                | PLD    | libéral/conservateur    | 8            | 2            |
|  | Alliance des Indépendants                 | AdI    | social-libéral          | 7            | -            |
|  | Parti démocratique                        | DEM    | progressiste            | 5            | 2            |
|  | Jeunes paysans                            | JP     | agrarien/centre gauche  | 3            | -            |
|  | Union des Paysans de Suisse centrale (SZ) | UPSC   | agrarien                | 1            | -            |
|  | Parti chrétien-protestant                 | PCP    | conservateur/protestant | 1            | -            |
|  | Parti paysan (BL)                         | PB     | agrarien                | 1            | -            |